# ماوريتسيو كولومبو
ماوريتسيو كولومبو (بالإيطالية: Maurizio Colombo)‏ هو دراج إيطالي، ولد في 16 يوليو 1963 في ميلانو في إيطاليا.

## وصلات خارجية
- ماوريتسيو كولومبو على موقع أرشيف الدراجات (الإنجليزية)
- ماوريتسيو كولومبو على موقع إحصائيات الدراجات الإحترافية (الإنجليزية)
- ماوريتسيو كولومبو على موقع CycleBase (الإنجليزية)
- ماوريتسيو كولومبو على موقع اللجنة الأولمبية الدولية (الإنجليزية)
- ماوريتسيو كولومبو على موقع أوليمبيديا (الإنجليزية)
- ماوريتسيو كولومبو على موقع CONI honoured athlete website (الإيطالية)